# Władysław Zalewski

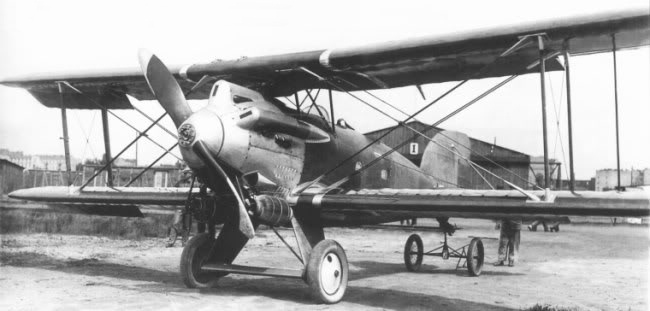
Protótipo CWL WZ-X projetado por Zalewski, 1926

Władysław Zalewski (Varsóvia, 21 de janeiro de 1892 — Londres, 25 de novembro de 1977) foi um engenheiro da aviação e construtor de aeroplanos polonês.
Entre 1908—1913 Zalewski construiu o biplano WZ I e seu motor de 20 hp. Em 1912 construiu com seu irmão  Bolesław o monoplano WZ II. Durante os anos 1915—1916 construiu dois tetraplanos, dos quais um voou na linha de frente na Primeira Guerra Mundial. Durante o período entreguerras Zalewski construiu o biplano WZ VIII (1919), o monoplano de reconhecimento aéreo CWL WZ-X (1923–1926), o monoplano esportivo WZ XI (1927) e o primeiro bombardeiro pesado polonês de quatro motores PZL-3 (1928–1930; montado na França como Potez 41) feito na PZL.
Zalewski construiu também motores aeronáuticos na fábrica Avia: WZ-7 (80 hp), WZ-40 (40 hp), WZ Bobo (10 hp), WZ-100 (100 hp).
A partir de 1939 viveu na Grã-Bretanha.